# Бочары (Брянская область)
Бочары (Бочеры) — деревня в Ду́бровском районе Брянской области, в составе Алешинского сельского поселения. Расположена в 8 км к западу от посёлка Серпеевский, в Клетнянских лесах. Население — 1 человек (2010).
Упоминается с начала XX века; входила в состав Алешинской волости, позднее — Заустьенского (до 1969), Серпеевского (1969—1992) сельсоветов. В годы Великой Отечественной войны — одна из баз 1-й Клетнянской партизанской бригады; в лесу близ деревни был оборудован партизанский аэродром. За пособничество партизанам была сожжена фашистскими оккупантами.